# Gabriel Mérétik
Gabriel Mérétik (ur. 15 września 1939, zm. 1 maja 2000) – dziennikarz francuskiego radia i telewizji ORTF, RFO, wieloletni korespondent TF1 w Moskwie, pisarz, tłumacz literatury polskiej na język francuski.
Mieszkał jednocześnie w Burgundii i w Warszawie.
Założyciel audycji muzycznej MiniMax w Programie III Polskiego Radia.
Przełumaczył między innymi utwory Mrożka i Witkacego.

## Książki
- Noc generała. 1989. ISBN 83-7001-320-1. Brak numerów stron w książce – pierwsza książka o wprowadzeniu w Polsce stanu wojennego wydana we Francji, w roku 1989 stała się w Polsce bestsellerem[potrzebny przypis]. Na okładce wykorzystano zdjęcie Chrisa Niedenthala „Czas apokalipsy”.
- Kryptonim "Luksemburg". 1999. ISBN 83-87021-90-3. Brak numerów stron w książce – jego jedyna powieść.